# Euclides Fonseca
Euclides de Aquino Fonseca (Recife, 6 de janeiro de 1853 - Olinda, 31 de dezembro de 1929) foi um maestro, pianista e compositor brasileiro.
Foi o patrono da cadeira nº 26 da Academia Brasileira de Música. Foi professor da Escola Normal do Recife e estudou composição com Inocêncio Smolz.
A Biblioteca José Antônio Gonsalves de Mello, no Instituto Ricardo Brennand, atualmente custodia acervo que contém fontes musicais - diversas sendo manuscritos autógrafos - com obras do compositor. Trata-se do Acervo Euclides Fonseca. 

## Obras

### Música orquestral
- Sinfonia republicana;
- Ouverture em dó menor;
- Ballet em ré maior; Ave libertas;
- A Descoberta do Brasil;
- Marcha festival para piano e orquestra;
- Fantasia para piano e orquestra.

### Música sacra
- Te Deum, composição homenageando a abolição da escravatura no Brasil.

### Música vocal
- Barcarola;
- Berceuse;
- Ó Maggie;
- Un pó di caritá.

### Ópera
- Leonor;
- Il Maledetto;
- A Princesa do Catete;
- As Donzelas d’Honor.